# Nicolai Svejdal
 Der er for få eller ingen kildehenvisninger i denne artikel, hvilket er et problem. Du kan hjælpe ved at angive troværdige kilder til de påstande, som fremføres i artiklen.

Nicolai Svejdal (født i Odense) er en dansk konservativ ungdomspolitiker, der fra marts 2012 til marts 2013 var næstformand for Konservativ Ungdom. 
Han har siddet i ledelsen for Konservativ Ungdoms Landsorganisation siden 2011, hvor han blev valgt som forretningsudvalgsmedlem. Han har siden 2007 været medlem af KU, hvorefter han i 2009 genstartede Sydfyns KU, som var en sammenlægning af Svendborg KU og Faaborg-Midtfyn KU. Senere blev han også valgt som formand for KU Fyn.
Udover sine tillidsposter i Konservativ Ungdom har han ved kommunalvalget i 2009 fungeret som kampagneleder for Signe Welander Sørensen, der med 310 stemmer blev det valgt til Kommunalbestyrelsen i Faaborg-Midtfyn, som det yngste medlem nogensinde. Herefter blev han kampagneleder for Mai Mercado (Henriksen) i 2010, hvor han stod i spidsen for den kampagne, der var med til at sikre hende valg til Folketinget den 15. september 2011.
Nicolai Svejdal læser til dagligt Statskundskab på Syddansk Universitet og er bosat i Odense, hvor hans kæreste Rikke også bor. 